# Духовный кризис
Духовный кризис — один из видов личностного кризиса, выражающийся в переживании утраты бытийной основы существования, которое возникает в ответ на эмоциональную реакцию относительно индивидуально значимого события или явления и сопровождается нарушением процесса поиска сакрального.
Проживание духовного кризиса индивидом ведёт к построению у него новой системы жизненных ориентиров, основанной на приобретённом субъективном опыте. Духовный кризис проявляется в конфликтных состояниях, обусловленных страхом смерти, одиночеством, свободой, бессмысленностью, виной, ответственностью, неудовлетворённостью и страданием. Большинство психологов, занимавшихся кризисной психологией, как отечественных (К. А. Абульханова-Славская, Л. И. Анцыферова, Р. А. Ахмеров, В. Ф. Василюк, С. Л. Рубинштейн и др.), так и зарубежных (Р. Ассаджиоли, Т. и Э. Йоманс, К. и С. Гроф, Д. Тайарст, К. Г. Юнг, Дж. Якобсон и др.), считают кризис предпосылкой важнейших личностных изменений, которые могут быть как положительными (конструктивными, созидательными, интегрирующими), так и негативными (деструктивными, разрушительными, разъединяющими).

## Определения
В научном сообществе нет однозначного определения термина «духовный кризис», поэтому представители различных направлений психологии употребляют его в разных значениях, а также используют близкие по смыслу термины, описывающие отдельные стороны этого явления: «психодуховный кризис», «трансперсональный духовный кризис», «экзистенциальный кризис» и другие.
Наибольшую известность в мире получила концепция духовного кризиса, разработанная представителями трансперсональной психологии Кристиной Гроф и Станиславом Грофом. Трансперсональная психология якобы говорит о духовном кризисе, как о неординарном состоянии ума, достигающем психотических масштабов, и сравнивает это состояние с теми состояниями, которые описываются в мистических традициях всего мира. 
Однако некоторые исследователи считают такое понимание духовного кризиса ограниченным, поскольку в ряде работ (А. Г. Амбрумова, В. В. Козлов, И. Ялом и др.) приведены данные, свидетельствующие  о том, что переживание трансформации внутреннего мира возможно и в отсутствие каких-либо мистических переживаний.
В. В. Козлов в соответствии со своей классификацией трёх базовых подструктур личности (Я-материальное, Я-социальное и Я-духовное) разделил кризисные состояния на три вида: материальные, социальные и духовные. На основании контент-анализа он выделил в качестве ведущих паттернов переживаний, характерных для духовных кризисов следующие: обращение к Богу, размышление о смысле жизни, изменение системы ценностей, чувство одиночества и ощущение несправедливости жизни. Козлов использует термин «психодуховный кризис» наряду с его терминологическим упрощением «духовный кризис».
Экзистенциальные психологи говорят об экзистенциальном кризисе и выделяют базовые категории жизни человека: свобода, смерть (страх смерти), бессмысленность, одиночество, вина и ответственность. Категориями эти понятия называются в связи с тем, что  обусловливают всё человеческое бытие. Поскольку они составляют ядро  человека, то находятся в его духовном «Я», и порождаемые ими конфликты с большой степенью вероятности могут привести к возникновению духовного кризиса.

## Исследования духовного кризиса в трансперсональной психологии
До середины 70-х гг. XX века в психиатрии доминировало мнение о том, что духовный или мистический опыт служит свидетельством душевной болезни. Однако это мнение подвергалось критике со стороны многих известных психиатров. В частности, Р. Д. Лэйнг доказывал, что ряд психических проблем может быть проявлением трансцендентального опыта, имеющего духовные и оздоровительные аспекты. Артур Дж. Дейкман предложил термин «мистический психоз» для обозначения психотических проявлений, по ряду признаков близких к мистическому опыту.
В психологии, начиная с работ Р. Ассаджиоли и К. Г. Юнга, активно развивалась идея о том, что многие эпизоды необычного состояния сознания (экстраординарные эмоциональные и физические ощущения, видения, необыкновенные мыслительные процессы и т.д.) не обязательно следует считать симптомами болезни в медицинском смысле. Их можно рассматривать как проявления эволюции сознания, описанной в различных мистических учениях мира.
В результате своей практической деятельности один из основателей трансперсональной психологии Станислав Гроф убедился, что многие состояния, которые психиатрия рассматривала как проявление психической болезни неизвестного происхождения, на самом деле отражают процесс самоисцеления психики и тела. Вместе с Кристиной Гроф он в 1980 году ввёл в употребление понятие «духовный кризис» («spiritual crisis» , также «spiritual emergency») для обозначения состояния, обладающего  всеми  качествами  психопатологического  расстройства и одновременно  имеющего духовные измерения и  потенциально  способного вывести индивида на более высокий уровень существования. Это понятие подробно описано Грофами в  книге «Hеистовый поиск себя» («The Stormy Search for the Self: A Guide to Personal Growth through Transformational Crisis», 1990). Духовный кризис, по их мнению, тесно связан с «духовным самораскрытием» («spiritual emergence») – движением  индивида  к   расширенному, более полноценному способу  бытия, включающему в себя повышение уровня эмоционального и психосоматического  здоровья, увеличение степени свободы выбора и чувство  более  глубокой  связи  с другими людьми, природой и всем космосом. Концепция духовного кризиса Грофов, получившая широкую поддержку среди психологов и психиатров, включает в себя открытия многих дисциплин, в том числе клинической и экспериментальной психиатрии, современные исследования сознания, эмпирическую психотерапию, достижения антропологии, парапсихологию, танатологию, сравнительную религию и мифологию. 
В 1980 году Кристина Гроф основала Сеть духовной помощи СЕН, (Spiritual Emergency Network, SEN), организацию, призванную поддерживать людей во время духовного кризиса путём предоставления им возможности связи с профессиональными  психиатрами и психологами. Филиалы этой сети в настоящее время существуют во многих странах.
В 1991 году Сеть духовной помощи предложила Американской психиатрической ассоциации  ввести новую диагностическую категорию, которая повысила бы качество диагностики в случаях, связанных с религией и/или духовностью. Это предложение было принято, и в Диагностическое и статистическое руководство по психическим расстройствам DSM-IV была включена диагностическая категория «религиозные или духовные проблемы»	(Religious or Spiritual Problems). Данный факт стал свидетельством важного и назревшего сдвига в отношении психологов и психиатров к той роли, какую играют в человеческой жизни религия и духовность.
Знаками признания трансперсональной парадигмы духовного кризиса профессиональным психиатрическим сообществом Великобритании стали создание в 1999 году Группы интересов в области психиатрии и духовности (Interest Group in Spirituality and Psychiatry) в Королевском колледже психиатров, а также создание отделения Сети духовной помощи (Spiritual Crisis Network).
Дарлен Б. Виггиано и Стенли Криппнер в статье, опубликованной в 2010 году, подробно проанализировали влияние модели, созданной Кристиной и Станиславом Грофами для описания духовного кризиса, на медицинский истэблишмент США. В результате исследования авторы пришли к выводу, что модель Грофа оказалась вполне жизнеспособной, но значительно опередила своё время. Согласно представленным ими данным, количество страниц, выдаваемых по запросу «духовный кризис» («spiritual emergency») поисковой машиной AltaVista, составило 120 тыс., причём из них 109 тыс. появилось в течение последнего года. В поисковой машине Google количество видео по тому же запросу составило 28. Однако на сайте Американской психологической  ассоциации  PsycNET  количество статей, выдаваемых по этому запросу, составило всего 30,  а на сайте Американской медицинской библиотеки PubMed  – только 2. Отсюда Виггиано и Криппнер сделали вывод, что научные и медицинские круги в США не поспевают за изменениями общественных запросов.